# Gabino Bugallal
Gabino Bugallal Araújo, deuxième comte de Bugallal, né le 19 février 1861 à Ponteareas (province de Pontevedra) et mort le 30 juin 1932 à Paris, en France, est un homme d'État et un jurisconsulte espagnol, membre du Parti conservateur, président intérimaire du Conseil des ministres espagnol et plusieurs fois ministre.

## Biographie

### Début de carrière
Après des études de droit, il travaille comme avocat, tout en commençant une carrière politique en parallèle à partir du 4 avril 1886, quand il devient membre du Congrès des députés ; il quittera ce poste parlementaire jusqu’au 12 septembre 1927, près de 40 ans, élu dans les circonscriptions électorales de Pontevedra, d’Orense et d’Alicante.

### Chef de gouvernement
Après l’assassinat, le 8 mars 1921, du chef du gouvernement, Eduardo Dato Iradier, devant le parlement de Madrid par trois anarchistes catalans, celui qui était ministre de l’Intérieur sous le précédent cabinet devient président du Conseil des ministres et forme un gouvernement intérimaire.
Il a été le 2e comte de Bugallal et plusieurs fois ministre de la Couronne et président des Cortes espagnoles Il a fait le Palais de A Parda à Pontevedra sa résidence d'été. Le palais a accueilli d'importantes réunions politiques au début du xxe siècle.

### Fin de vie
À partir du 2 juillet 1919, le comte de Bugallal devient membre de l’Académie royale des sciences morales et politiques, où il occupe le fauteuil 11. À l’occasion de son discours inaugural le 15 mai 1921, le 103e de l’histoire, le nouveau membre traite de l’immunité parlementaire.
Il est également membre de l’Académie royale galicienne.

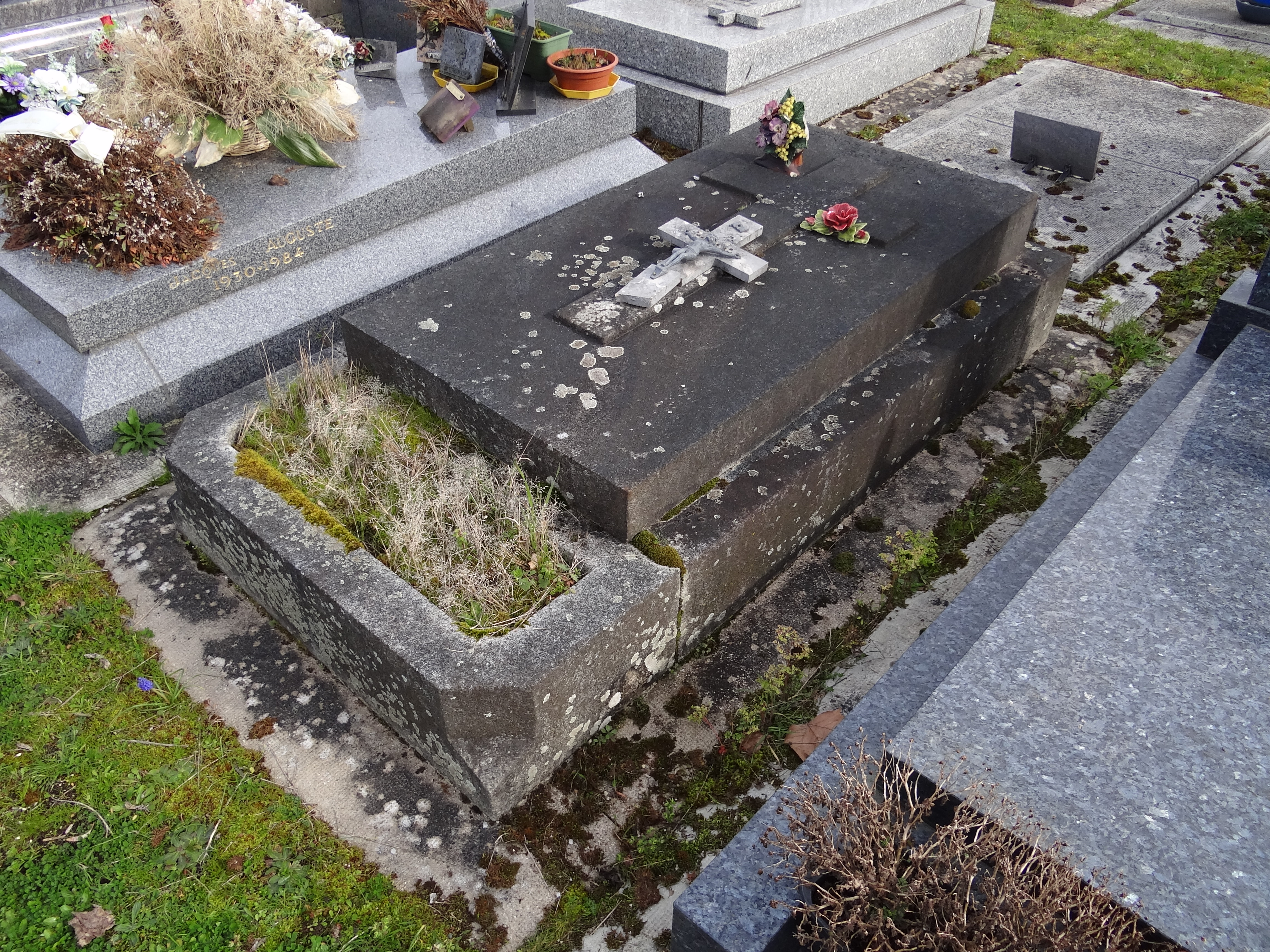
La tombe de Gabino Bugallal au cimetière parisien de Thiais (Val-de-Marne).

Comme les hommes politiques les plus importants de Pontevedra, sa ville natale lui rend hommage en érigeant en 1956 un monument, qui, situé dans les jardins de la mairie, porte son nom.

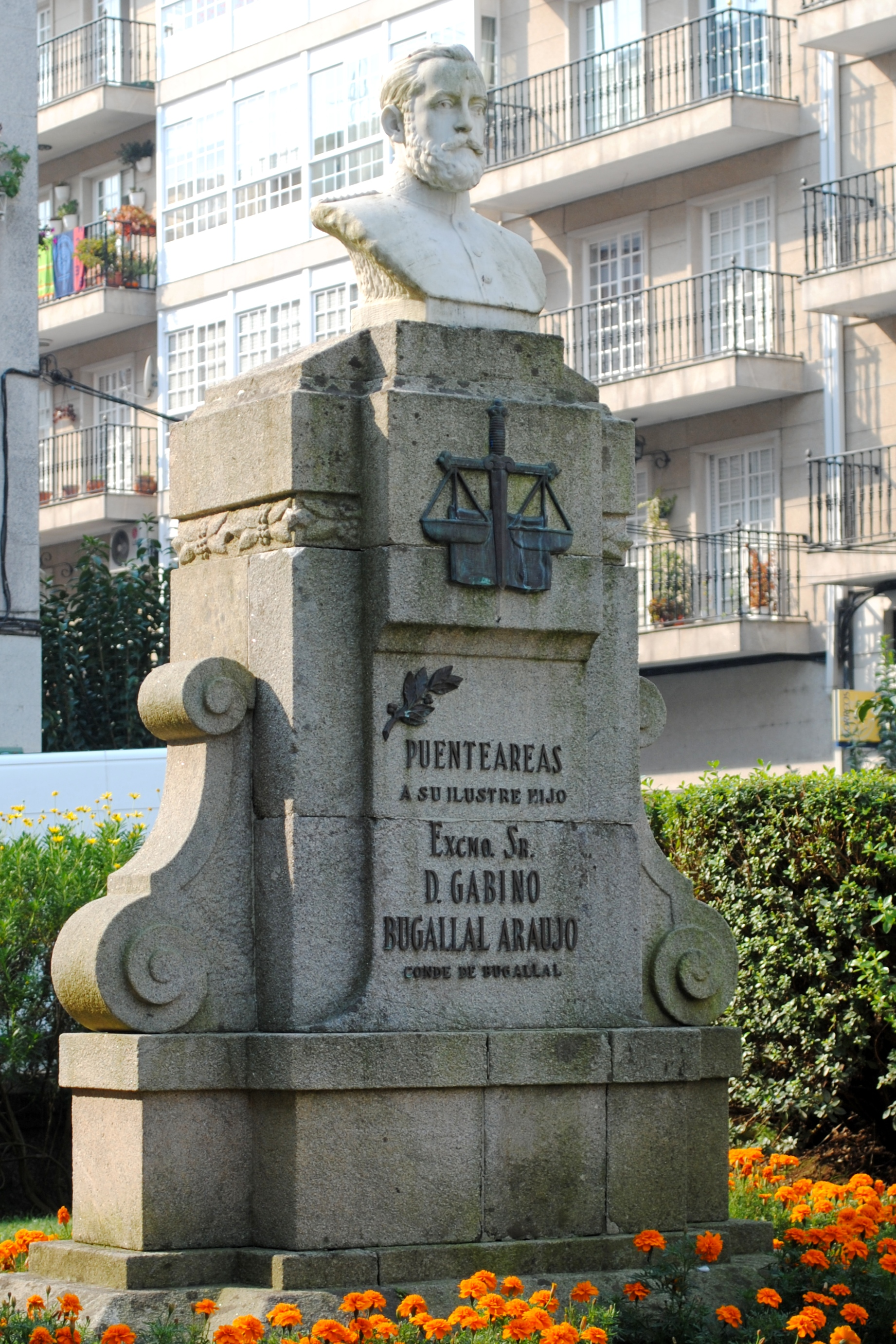
Le monument Don-Gabino-Bugallal-Araújo à Ponteareas.